# Biczykoodwłokowce
Biczykoodwłokowce (Uropygi) – rząd podzwrotnikowych pajęczaków; obejmuje około 100 gatunków zwierząt nocnych i żyjących przede wszystkim w środowiskach o dużej wilgotności (choć występuje też kilka gatunków pustynnych). Charakteryzują się długim "biczykiem" zlokalizowanym na końcu odwłoka, u którego podstaw posiada gruczoły produkujące wysokie stężenia kwasu octowego.Nogogłaszczki są długie, masywne, znacznie większe u samców niż u samic. szczękoczułki dwuczęściowe, z ostrymi guzkami.

## Systematyka
Uropygi dzielimy na trzy rodziny i 19 rodzajów:
- Rodzina: Hypoctonidae
  -     - Rodzaj: Etiennius
    - Rodzaj: Hypoctonus(inne języki)
    - Rodzaj: Labochirus(inne języki)
    - Rodzaj: Thelyphonellus(inne języki)
- Rodzina: Geralinuridae(inne języki)
  -     - Rodzaj: Geralinura(inne języki)
    - Rodzaj: Prothelyphonus(inne języki)
- Rodzina: Thelyphonidae(inne języki)
  - Podrodzina: Thelyphoninae(inne języki)
    - Rodzaj: Abaliella(inne języki)
    - Rodzaj: Chajnus(inne języki)
    - Rodzaj: Ginosigma(inne języki)
    - Rodzaj: Glyptogluteus(inne języki)
    - Rodzaj: Minbosius(inne języki)
    - Rodzaj: Tetrabalius(inne języki)
    - Rodzaj: Thelyphonus(inne języki)

  - Podrodzina: Uroproctinae
    - Rodzaj: Amauromastigon
    - Rodzaj: Mastigoproctus(inne języki)
    - Rodzaj: Mimoscorpius(inne języki)
    - Rodzaj: Teltus
    - Rodzaj: Uroproctus(inne języki)

  - Podrodzina: Typopeltinae(inne języki)
    - Rodzaj: Typopeltis(inne języki)